# Двадесет и пети изтребителен авиополк
Двадесет и пети изтребителен авиополк е бивш полк на Военновъздушните сили на българската армия.

## История
Създаден е със заповед № 856 на министъра на отбраната на 17 юни 1951 г. на летище Граф Игнатиево, като част от първа изтребителна авиодивизия. Самолетният парк на полка включва ПО-2, ЯК-11 и ЛАЗ-7. В края на годината са доставени и първите реактивни самолети ЯК-17 и ЯК-23. През октомври 1951 г. полка е пребазиран на летище Толбухин (Добрич). На 13 септември 1955 г. със заповед №-077 полка става част от десета изтребителна авиодивизия и е преместен на летище Граф Игнатиево. На следващата година е въоръжен със самолети МиГ-15. На 1 февруари 1961 г. е преименуван на двадесет и пети изтребително-бомбардировъчен авиополк, част от същата авиодивизия. От 30 септември същата година е създаден десети смесен авиационен корпус, а полка е включен в неговия състав. На 15 октомври 1961 г. е преместен на новопостроеното тогава летище Чешнегирово.
През 1976 г. са получени и самолети от трето поколение МиГ-23БН, като до края на 1978 г. полка е изцяло превъоръжен с тези самолети. Полкът е закрит на 22 февруари 1993 г., считано от 1 май същата година със заповед №-070 на командващия Военновъздушните сили. Негов наследник е създадената двадесет и пета изтребително-бомбардировъчна авиобаза.

## Командири
Званията са към датата на заемане на длъжността:
- Капитан Желязко Желязков, 17.06. 1951 – 14.11.1952 г.
- Майор Спас Иванов Содев, 14.11.52 – 13.03.1953 г., (загинал при изпълнение на боен полет)
- Капитан Иван Тодоров Станков, 27.06.1953 – 21.09.1955 г.
- Майор Лазар Белухов, 01.11. 1955 – 13.02.1956 г.
- Майор Димо Иванов Димов, 13.02. 1956 – 04.03.1957 г.
- Майор Велчо Георгиев Велчев, 12.10.1957 – 05.11.1960 г.
- Майор Кирил Найденов Кирилов, 1960 – 1967 г.
- Подполковник Джанко Кирилов Джанков, 14.10.1967 – 26.10.1970 г.
- Подполковник Димитър Стоянов Радев, 26.09. 1970 – 1974 г.
- Подполковник Иван Марков Андреев, 1974 – 1975 г.
- Подполковник Руси Йорданов Михайлов, 03.09. 1975 – 28.09.1979 г.
- Подполковник Малчо Димитров Малчев, 28.09. 1979 – 04.10.1982 г.
- Майор Иван Дочев, 04.10. 1982 – 01.10.1985 г.
- Подполковник Слави Цветанов Павлов, 01.10.1985 – 8.09.1987 г.
- Майор Калчо Танев, 18.09. 1987 – 14.09.1989 г.
- Подполковник Младен Казаков, 14.09.1989 – 25.08.1992 г.
- Полковник Спас Спасов, 25.08.1992 г. – 01.09.1998 г. (до 1993 е командир на полка)